# Миланетто, Омар
Омар Миланетто (итал. Omar Milanetto; 30 ноября 1975, Венария-Реале) — итальянский футболист, центральный полузащитник.

## Карьера
Омар Миланетто — воспитанник футбольной школы «Ювентуса», однако в основной состав команды он не смог пробиться, и был отдан, на правах аренды, в клуб серии С1 «Фиоренцуола», где провёл два сезона. Затем он был арендован «Монцей» и клубо серии С1, «Комо».
В 2000 году Миланетто перешёл в «Модену», с которой он смог пробиться из серии С1 в серию В. В 2004 году Миланетто перешёл в «Брешию», за которую сыграл 64 матча и забил 9 голов. В 2006 году Миланетто перешёл в «Дженоа», с которой вышел в серию А. В серии А Миланетто дебютировал 26 августа 2007 года в матче с «Миланом». 28 мая 2012 в рамках расследования букмекерского скандала был задержан полицией.